# 東京六大学
東京六大学（とうきょうろくだいがく）は、東京六大学野球連盟に加盟所属する6校の大学を指し示す大学群である。東京六大学野球連盟の結成が端緒となって、その後東京六大学間でさまざまなスポーツの対校戦が行われるようになり、野球以外の連盟も複数設立されるようになった。

## 概略
日本の大学野球の先駆者的な立場であった早稲田大学と慶應義塾大学の対抗戦（早慶戦）に端を発する。明治36年（1903年）に第1回の早慶戦が挙行され（明治39年から中断）、大正3年（1914年）に明治大学が加わり、早慶明の三大学によって初めてリーグ戦が組織された。その後大正6年（1917年）に法政大学が加わり、大正10年（1921年）には立教大学が加わった。6校目の参加大学として1925年秋に東京帝国大学（現在の東京大学）の加盟が決定し、組織化が行われて東京六大学野球連盟が発足し、早慶戦も19年ぶりに再開された（詳細については同項を参照）。かくして、「東京六大学」は誕生した。

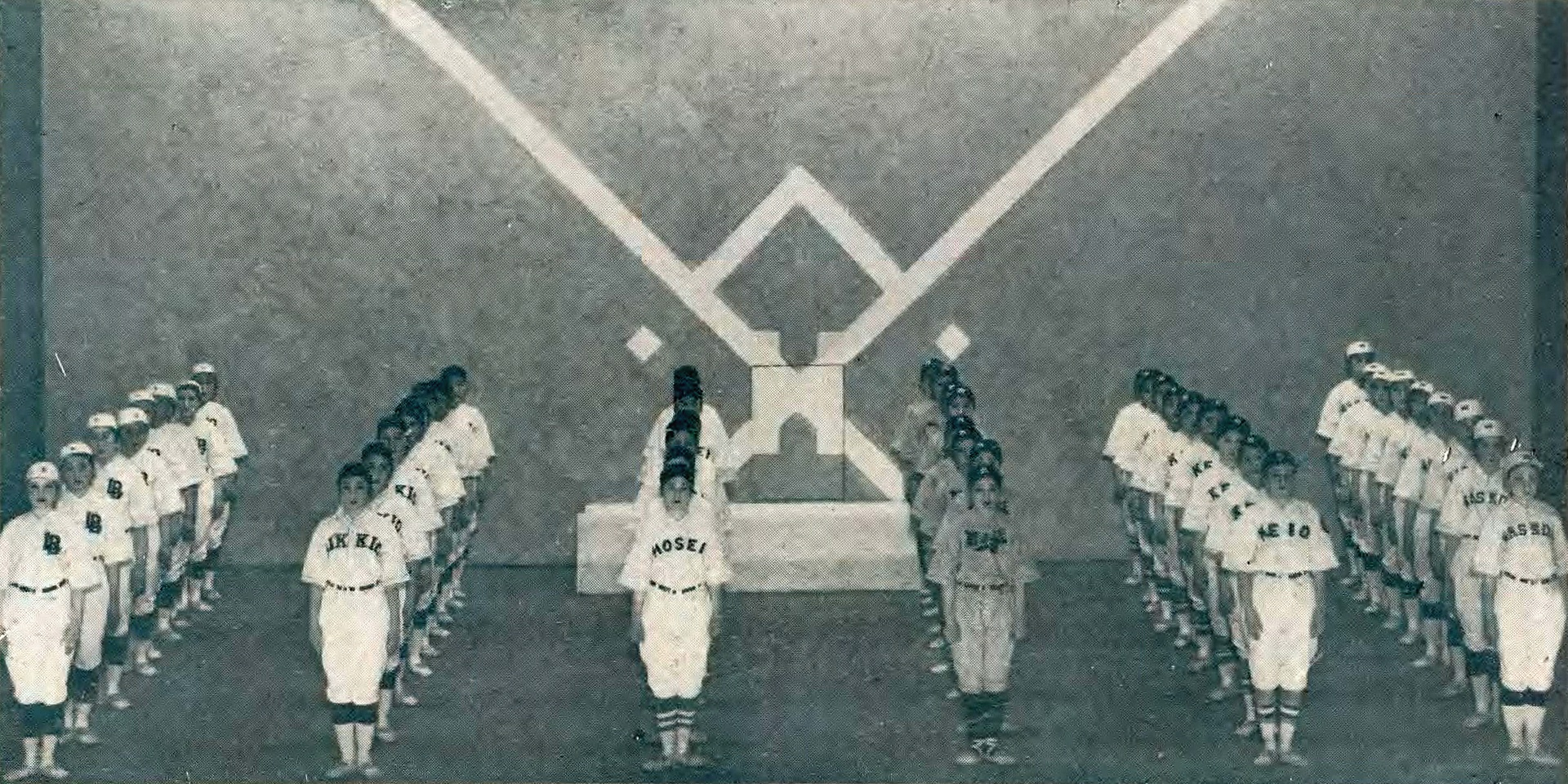
松竹楽劇部による「六大学リーグ戦」
（1930年、浅草松竹座）

この対抗戦としての東京六大学野球の存在は、時流とともに大衆娯楽・文化としての野球競技の人気を一般に浸透させ、また第二次世界大戦後にプロ野球の人気が高まるまで、日本国内における野球競技での指導的立場も兼務した。プロ野球の人気が高まるまでは、「野球といえば六大学、六大学といえば野球」という時期があったことも当時の新聞などからうかがえる。東京六大学の認知度は加速度的に高まり、大学野球リーグとしての東京六大学以外のイメージ的な付加価値も浸透させていくこととなった。
その結果、次第に「東京六大学」は大学野球リーグの枠を超え、所属大学相互間とりわけ学生レベルでの交流には不可欠なキーワードとして一人歩きをはじめていった。ソフトテニスや競技ダンス、陸上競技や水泳の大会など、他のスポーツ競技においても対校戦は広がりをみせ、また応援団や合唱団の演奏会や麻雀のリーグ戦、学園祭といったスポーツ競技以外の分野においても、東京六大学の名の下に、現役学生から卒業後までさまざまな人的繋がりや交流が図られるような情況が生まれ、現在に至っている。その名の由来が大学野球の組織に端を発していることから、大学間の交流は学術的な面よりもむしろ学生レベルでの交流主導で発展した傾向が強い。
学術的な面を前提としたものやその他の一般的な大学群を区別する名称は他にも存在するが、東京六大学の場合は野球人気の影響もあって、日本において特に認知度の高い名称となっている。国外においてはアメリカ合衆国の大学スポーツリーグであるアイビーリーグが類似例として挙げられ、和製アイビーリーグという表現で紹介される場合もある。

## 構成大学
五十音順で以下の通り（括弧内は略称表記）。
■ 慶應義塾大学（慶大）
■ 東京大学（東大）
■ 法政大学（法大）
■ 明治大学（明大）
■ 立教大学（立大）
■ 早稲田大学（早大）

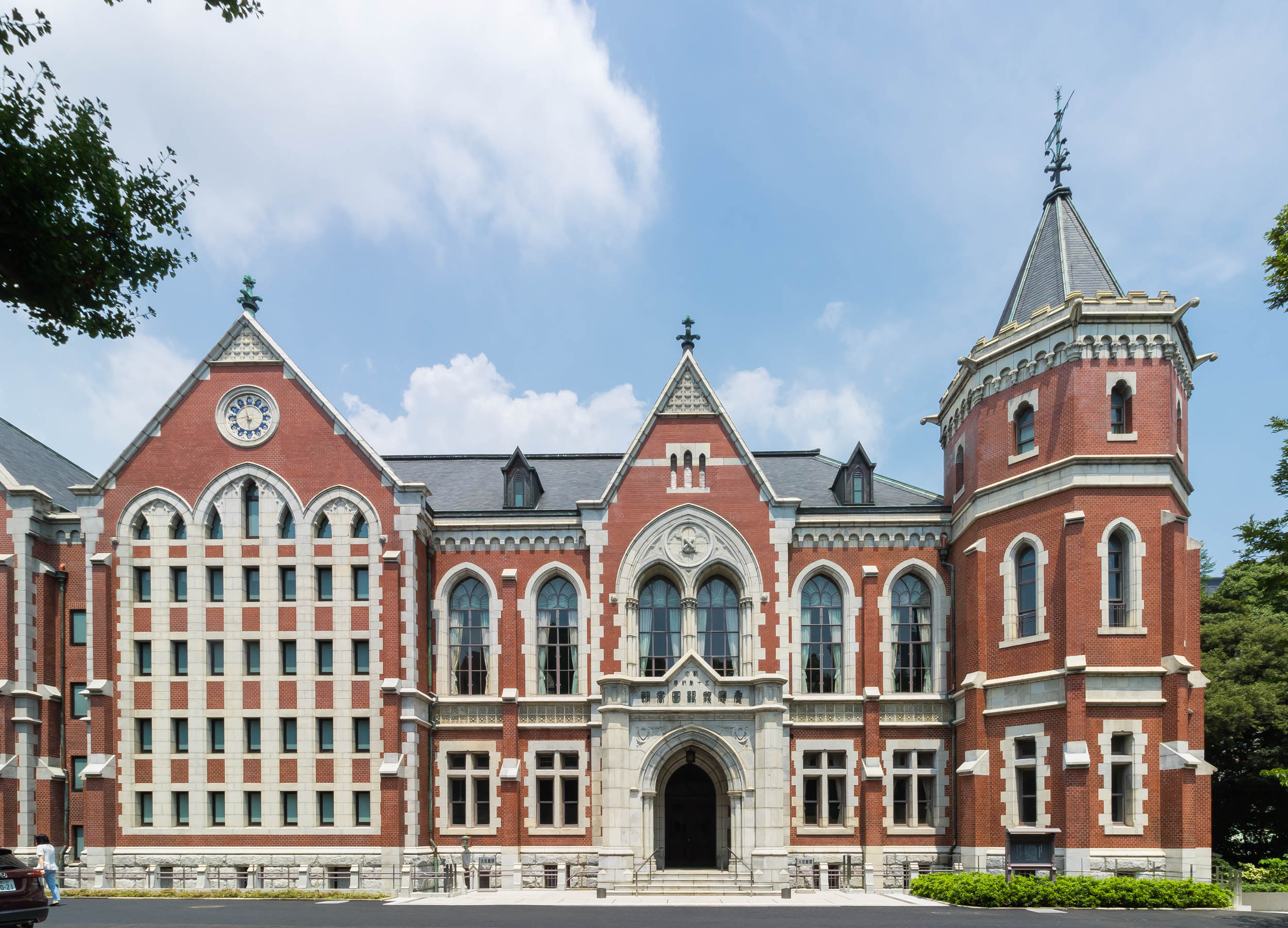
慶應義塾大学
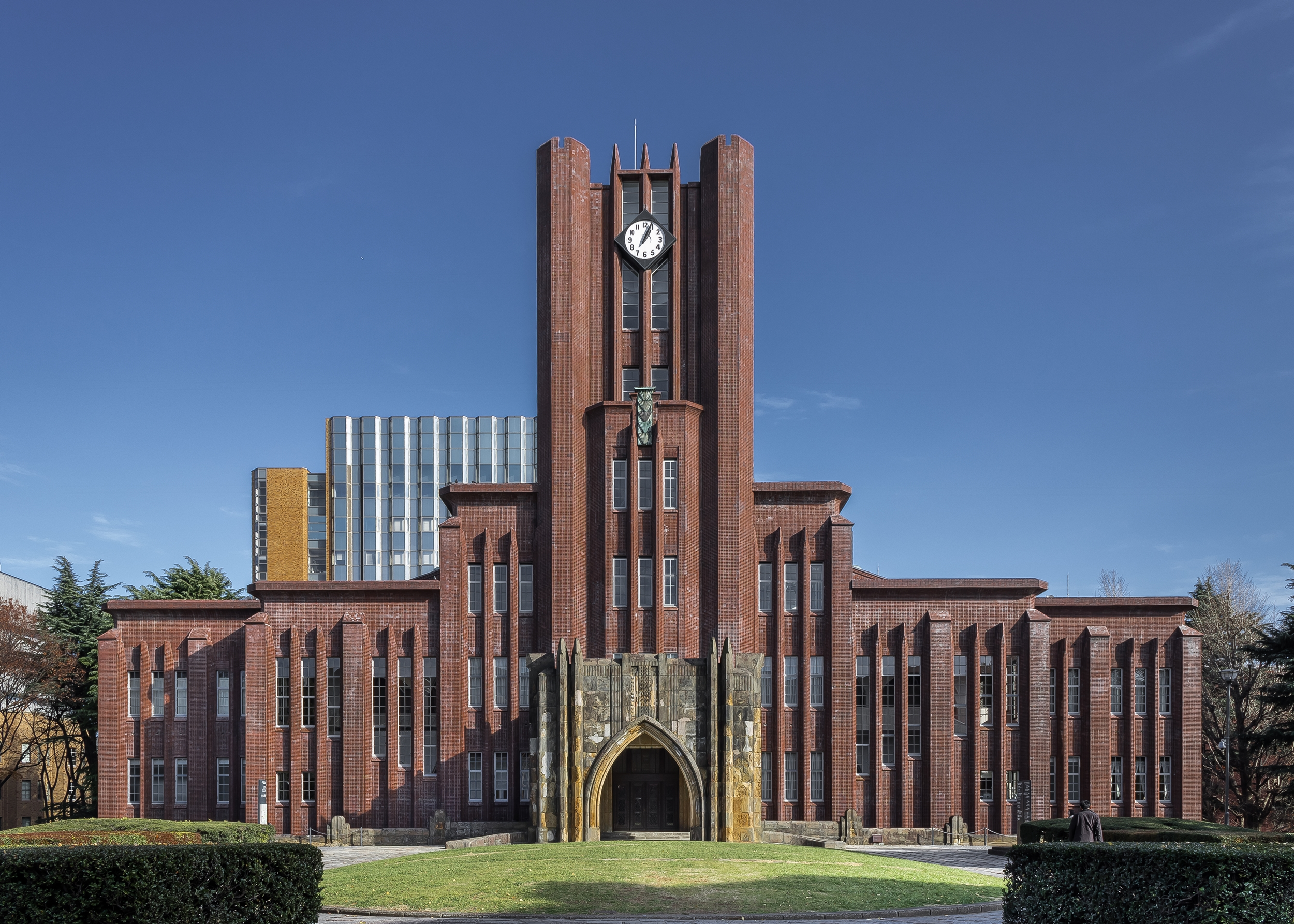
東京大学
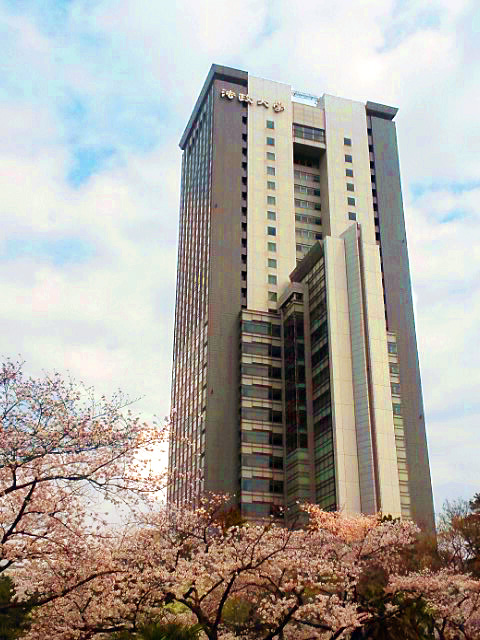
法政大学
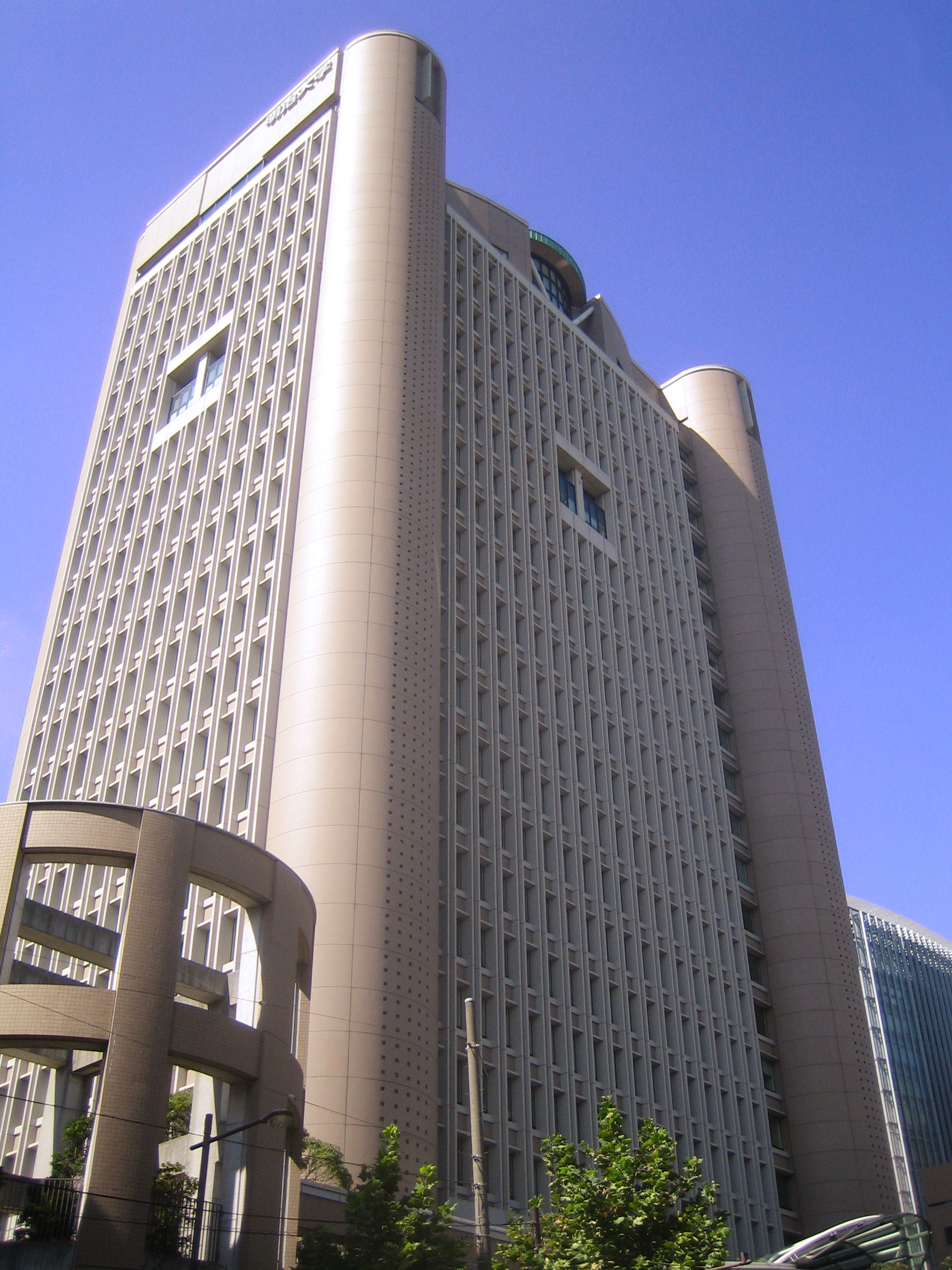
明治大学
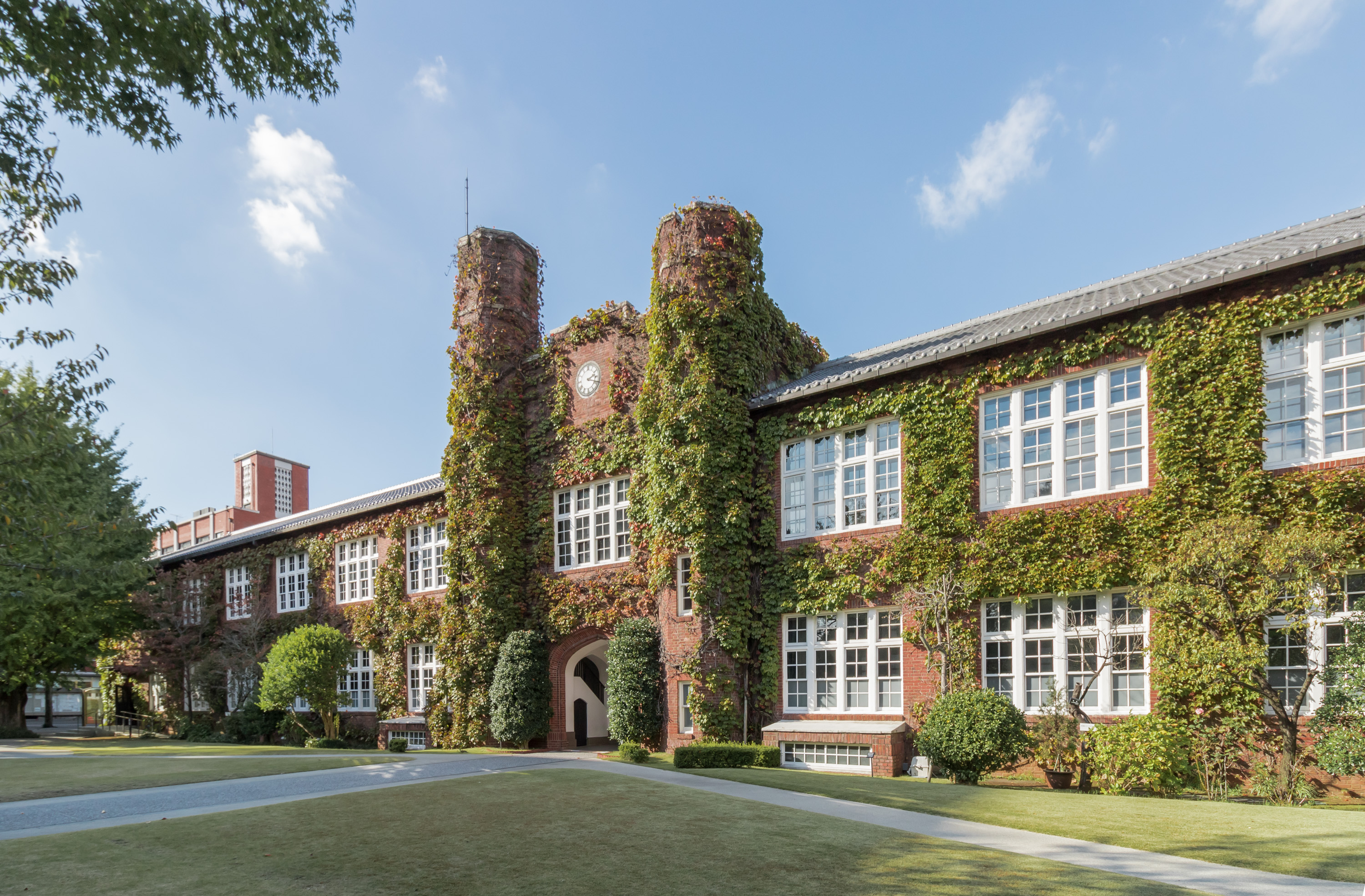
立教大学
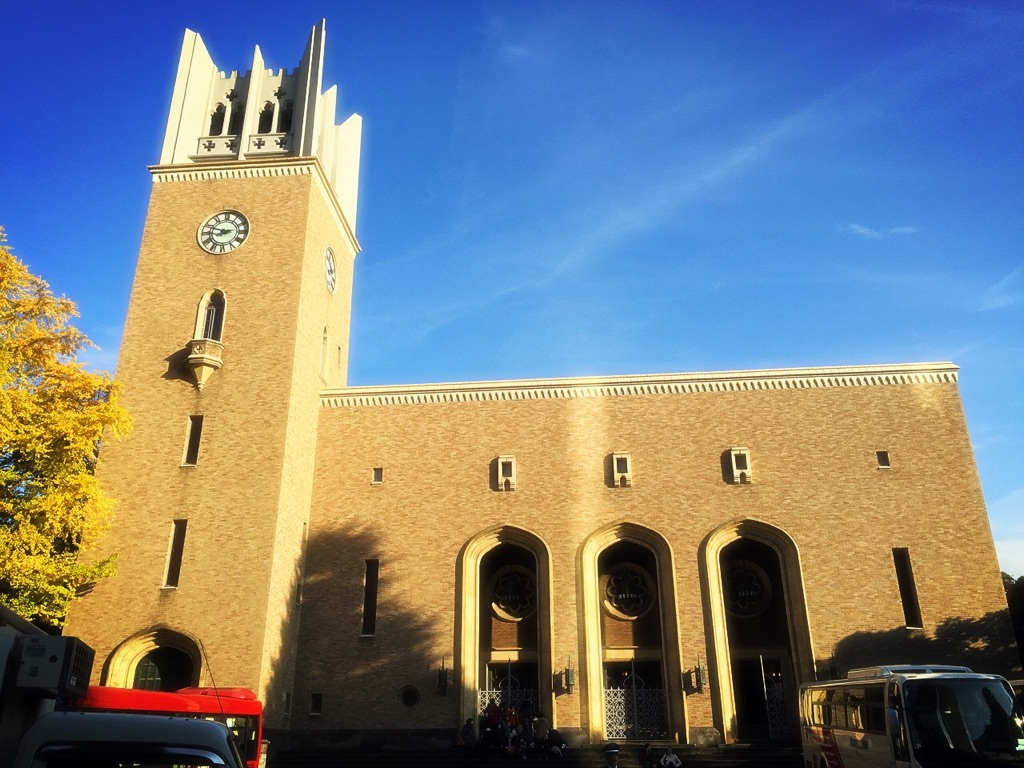
早稲田大学

## 六大学連盟
野球の他にも東京六大学間で連盟を組み、互いに協力し、大学・学生間の交流活動を行っている連盟がある。
団体名称に「東京六大学」を冠していても構成校がこの記事で記載されている六校以外の場合も一部には存在する。
- 東京六大学野球連盟
- 東京六大学応援団連盟
- 東京六大学軟式野球連盟
- 東京六大学準硬式野球連盟
- 東京六大学理工系野球連盟
- 東京六大学ソフトテニス連盟
- 東京六大学合唱連盟
- 東京六大学混声合唱連盟
- 東京六大学学園祭連盟
- 東京六大学オーケストラ連盟
- 東京六大学ピアノ連盟

## 六大学間の大会
東京六大学間で連盟を組んでいなくても、大学・学生・卒業者間で交流している大会がある。

### 公式大会
各大学の体育会競技部などによる公式的な大会の一覧。
- 東京六大学水泳対抗戦
- 東京六大学対校陸上競技大会
- 東京六大学対抗自転車競技大会
- 東京六大学対抗グライダー競技会
- 東京六大学競技ダンス選手権大会
- 東京六大学バスケットボールリーグ戦
- 東京六大学女子バスケットボール対抗戦
- 東京六大学レスリングチャンピオンシップ
- 東京六大学対抗自転車競技チームロードレース大会
- 東京六大学馬術大会
- 東京六大学空手道大会
- 東京六大学射撃競技会
- 東京六大学ヨット定期戦
- 東京六大学ラクロス交流戦
- 東京六大学アーチェリー定期戦
- 東京六大学バレーボール交流戦

### 自主大会
各大学の学生や団体が自主的に運営している大会の一覧。
- 東京六大学弁論大会
- 東京六大学麻雀リーグ
- 東京六大学写真展
- 東京六大学ストリートダンスリーグ

### 卒業者の大会
東京六大学の卒業者が運営している大会の一覧。
- 東京六大学ヨットOB戦
- 東京六大学OB親睦ゴルフ大会
- 東京六大学OB・OGバドミントン交流大会
- 東京六大学対抗OBリーグ戦 (ボウリング)